# Florian Neuhaus
Florian Christian Neuhaus (Landsberg am Lech, 16 maart 1997) is een Duits voetballer die doorgaans speelt als middenvelder. In juli 2017 verruilde hij 1860 München voor Borussia Mönchengladbach. Neuhaus maakte in 2020 zijn debuut in het Duits voetbalelftal.

## Clubcarrière
Neuhaus speelde in de jeugd van VfL Kaufering en kwam in 2007 in de opleiding van 1860 München terecht. Gedurende negen jaar zou hij deze doorlopen en in het seizoen 2016/17 kwam hij in het eerste elftal terecht. Op 21 oktober 2016 mocht hij in het eerste elftal debuteren, toen met 2–1 verloren werd van VfB Stuttgart. Berkay Özcan en Simon Terodde scoorden voor Stuttgart, namens 1860 München was Levent Ayçiçek trefzeker. Neuhaus mocht van coach Kosta Runjaić in de basis beginnen en hij werd na achtenzestig minuten gewisseld ten faveure van Nico Karger. In de zomer van 2017 maakte de middenvelder transfervrij de overstap naar Borussia Mönchengladbach, waar hij zijn handtekening zette onder een verbintenis voor de duur van vier seizoenen. Mönchengladbach verhuurde Neuhaus direct voor één seizoen aan Fortuna Düsseldorf. Bij Fortuna kwam hij voor het eerst tot scoren in competitieverband, op 31 juli 2017. Op die dag opende Marcel Sobottka de score tegen Eintracht Braunschweig, waarna de bezoekers voorkwamen door treffers van Joseph Baffo en Christoffer Nyman. Neuhaus, die van coach Friedhelm Funkel zes minuten voor rust in mocht vallen voor Oliver Fink, tekende elf minuten voor tijd voor de gelijkmaker op aangeven van Lukas Schmitz: 2–2. Neuhaus sloot het seizoen 2017/18 af met zes competitietreffers en Fortuna werd kampioen van de 2. Bundesliga. Na zijn terugkeer in Mönchengladbach kreeg Neuhaus direct een vaste rol op het middenveld. In zijn eerste drie seizoenen speelde hij telkens minimaal dertig competitiewedstrijden per jaargang. In de zomer van 2023 werd de verbintenis van Neuhaus opengebroken en met drie seizoenen verlengd tot medio 2027.

## Clubstatistieken
| Seizoen | Club                     | Competitie    | Competitie | Competitie | Beker | Beker | Internationaal | Internationaal | Totaal | Totaal |
| Seizoen | Club                     | Competitie    | Wed.       | Dlp.       | Wed.  | Dlp.  | Wed.           | Dlp.           | Wed.   | Dlp.   |
| ------- | ------------------------ | ------------- | ---------- | ---------- | ----- | ----- | -------------- | -------------- | ------ | ------ |
| 2016/17 | 1860 München             | 2. Bundesliga | 12         | 0          | 1     | 0     | —              | —              | 13     | 0      |
| 2017/18 | Borussia Mönchengladbach | Bundesliga    | —          | —          | —     | —     | —              | —              | 0      | 0      |
| 2017/18 | → Fortuna Düsseldorf     | 2. Bundesliga | 27         | 6          | 2     | 0     | —              | —              | 29     | 6      |
| 2018/19 | Borussia Mönchengladbach | Bundesliga    | 32         | 3          | 2     | 1     | —              | —              | 34     | 4      |
| 2019/20 | Borussia Mönchengladbach | Bundesliga    | 30         | 4          | 2     | 0     | 5              | 0              | 37     | 4      |
| 2020/21 | Borussia Mönchengladbach | Bundesliga    | 33         | 6          | 4     | 2     | 8              | 0              | 45     | 8      |
| 2021/22 | Borussia Mönchengladbach | Bundesliga    | 29         | 4          | 3     | 0     | —              | —              | 32     | 4      |
| 2022/23 | Borussia Mönchengladbach | Bundesliga    | 23         | 1          | 1     | 1     | —              | —              | 24     | 2      |
| 2023/24 | Borussia Mönchengladbach | Bundesliga    | 25         | 4          | 4     | 0     | —              | —              | 29     | 4      |
| 2024/25 | Borussia Mönchengladbach | Bundesliga    | 15         | 0          | 1     | 0     | —              | —              | 16     | 0      |
| Totaal  | Totaal                   | Totaal        | 226        | 28         | 20    | 4     | 13             | 0              | 259    | 32     |

Bijgewerkt op 30 april 2025.

## Interlandcarrière
Neuhaus maakte deel uit van Duitsland –20 en Duitsland –21. Met het laatstgenoemde team bereikte hij de finale van het EK –21 van 2019. Op 7 oktober 2020 maakte hij zijn debuut in het Duits voetbalelftal. Op die dag werd in het RheinEnergieStadion een vriendschappelijke wedstrijd gespeeld tegen Turks voetbalelftal. Door een treffer van Julian Draxler kwam het thuisland op voorsprong, waarna Ozan Tufan voor de gelijkmaker zorgde. Neuhaus, die in de basis mocht beginnen, gaf Duitsland een vernieuwde voorsprong, waarna Efecan Karaca de Turken opnieuw langszij bracht. Daarna gebeurde het nogmaals; Duitsland kwam op een derde voorsprong via Luca Waldschmidt, maar in de blessuretijd van de tweede helft was het Kenan Karaman die voor de beslissende 3–3 zorgde. Neuhaus zag de laatste twee doelpunten vanaf de reservebank, want hij werd door bondscoach Joachim Löw elf minuten voor tijd gewisseld ten faveure van Mahmoud Dahoud (Borussia Dortmund), die samen met Jonas Hofmann (eveneens Borussia Mönchengladbach) ook debuteerde dat duel.
In mei 2021 werd Neuhaus door Löw opgenomen in de Duitse selectie voor het uitgestelde EK 2020. Tijdens het EK werd Duitsland uitgeschakeld in de achtste finale door Engeland (2–0), na in de groepsfase te hebben verloren van Frankrijk (1–0), winnen van Portugal (2–4) en gelijkspelen tegen Hongarije (2–2). Neuhaus kwam niet in actie. Zijn toenmalige teamgenoten Yann Sommer, Nico Elvedi, Denis Zakaria, Breel Embolo (allen Zwitserland), Stefan Lainer, Valentino Lazaro (beiden Oostenrijk), Marcus Thuram (Frankrijk), Matthias Ginter en Jonas Hofmann (beiden eveneens Duitsland) waren ook actief op het toernooi.
| Interlands van Florian Neuhaus voor Duitsland | Interlands van Florian Neuhaus voor Duitsland | Interlands van Florian Neuhaus voor Duitsland | Interlands van Florian Neuhaus voor Duitsland | Interlands van Florian Neuhaus voor Duitsland | Interlands van Florian Neuhaus voor Duitsland |
| №                                             | Datum                                         | Wedstrijd                                     | Uitslag                                       | Competitie                                    | Goals                                         |
| Als speler bij Borussia Mönchengladbach       | Als speler bij Borussia Mönchengladbach       | Als speler bij Borussia Mönchengladbach       | Als speler bij Borussia Mönchengladbach       | Als speler bij Borussia Mönchengladbach       | Als speler bij Borussia Mönchengladbach       |
| --------------------------------------------- | --------------------------------------------- | --------------------------------------------- | --------------------------------------------- | --------------------------------------------- | --------------------------------------------- |
| 1                                             | 7 oktober 2020                                | Duitsland – Turkije                           | 3 – 3                                         | Vriendschappelijk                             | 58'                                           |
| 2                                             | 11 november 2020                              | Duitsland – Tsjechië                          | 1 – 0                                         | Vriendschappelijk                             |                                               |
| 3                                             | 17 november 2020                              | Spanje – Duitsland                            | 6 – 0                                         | Nations League 2020/21                        |                                               |
| 4                                             | 25 maart 2021                                 | Duitsland – IJsland                           | 3 – 0                                         | WK 2022 kwalificatie                          |                                               |
| 5                                             | 28 maart 2021                                 | Roemenië – Duitsland                          | 0 – 1                                         | WK 2022 kwalificatie                          |                                               |
| 6                                             | 2 juni 2021                                   | Duitsland – Denemarken                        | 1 – 1                                         | Vriendschappelijk                             | 48'                                           |
| 7                                             | 11 oktober 2021                               | Noord-Macedonië – Duitsland                   | 0 – 4                                         | WK 2022 kwalificatie                          |                                               |
| 8                                             | 11 november 2021                              | Duitsland – Liechtenstein                     | 9 – 0                                         | WK 2022 kwalificatie                          |                                               |
| 9                                             | 14 november 2021                              | Armenië – Duitsland                           | 1 – 4                                         | WK 2022 kwalificatie                          |                                               |
| 10                                            | 29 maart 2022                                 | Nederland – Duitsland                         | 1 – 1                                         | Vriendschappelijk                             |                                               |

Bijgewerkt op 30 april 2025.

## Erelijst
| 2. Bundesliga | 1 | 2017/18 |